# Deborah Willis
Pour les articles homonymes, voir Deborah Willis (homonymie).
Deborah Willis est une nouvelliste canadienne bilingue.

## Biographie
Née et élevée à Calgary (Alberta), elle étudie à l'Université de Victoria en Colombie-Britannique. Ses nouvelles ont paru dans Grain, Event, PRISM international, et The Walrus. 
Son premier recueil, Vanishing and Other Stories (2009), publié par Penguin, est nommé un des meilleurs livres de l'année par The Globe and Mail, et proposé pour le prix Danuta Gleed, le prix Victoria Butler, le "BC Book Prize" et le Prix du Gouverneur général. Le recueil est republié aux États-Unis par Harper Perennial en 2010 et a été traduit en hébreu (Kinneret Zmora-Bitan Dvir Publishing) et en italien (Del Vecchio Editore). 
Deborah Willis a enseigné l'équitation, a travaillé comme reporter, et comme libraire à Victoria en Colombie-Britannique,. Pendant l'année académique 2012-2013, elle est Canadian Writer in Residence dans le Calgary Distinguished Writers' Program à l'Université de Calgary.